# 耶格山
耶格山（英語：Jaeger Hills），是南極洲的山峰，位於帕爾默地的奧維爾海岸，處於馬修斯冰川和麥考嶺之間，海拔高度約1,000米，美國地質調查局根據測量和美國海軍拍攝的空中照片繪入地圖，現時由南極條約體系管理。